# Hopetounia carda
Hopetounia carda là một loài bướm đêm trong họ Noctuidae.